# Heterodrilus arenicolus
Heterodrilus arenicolus är en ringmaskart som beskrevs av Pierantoni 1902. Heterodrilus arenicolus ingår i släktet Heterodrilus och familjen glattmaskar. Inga underarter finns listade i Catalogue of Life.